# النزاع العراقي الكردي
النزاع العراقي–الكردي هو سلسلة من الحروب والتمردات من قبل الأكراد العراقيين ضد السلطة المركزية في العراق خلال القرن العشرين، بدأ مباشرة بعد خسارة الإمبراطورية العثمانية في الحرب العالمية الأولى واستمر حتى الغزو الأمريكي للعراق في 2003. يقول البعض إن نقطة بداية النزاع كانت هي محاولة محمود الحفيد إنشاء مملكة كردستان المستقلة، فيما يقول آخرون إن النزاع اندلع ابتداء من تمرد أعضاء عائلة البرزاني في ما بعد 1961 فقط. استمر النزاع حتى الغزو الأمريكي للعراق في 2003، لكن التوترات بين كردستان العراق والحكومة المركزية العراقية لا زالت متواصلة.
بدأ الفصل الأول من النزاع العراقي-الكردي من نهاية الحرب العالمية الأولى ووصول القوات البريطانية. بدأ محمود الحفيد محاولات انفصال في 1919 وأعلن مملكة كردستان قصيرة الأجل في 1922. قمعت ثورات محمود، وعارض شيخ كردي آخر هو أحمد البرزاني بقوة الحكم المركزي في العراق الانتدابي خلال عقد 1920. بدأت أولى ثورات البارزاني في 1931، بعد البارزاني، استسلم واحد من الزعماء الأكراد البارزين في شمال العراق، بعد خسارة عدد من القبائل الكردية الأخرى. خسر في النهاية وأصبح لاجئا في تركيا. كانت محاولة الانفصال الكردية التالية تحت قيادة الأخ الأصغر لأحمد البارزاني وهو مصطفى البارزاني في 1943، لكن قمعت الثورة كما سابقاتها، وتسببت في نفي مصطفى إلى إيران، حيث شارك هناك في محاولة انفصال الأكراد تحت لواء جمهورية مهاباد. في عام 1958، عاد مصطفى بارزاني ومقاتلوه إلى العراق من المنفى، وجرت محاولة للتفاوض مع الحكومة العراقية الجديدة بقيادة الجنرال قاسم حول الحكم الذاتي الكردي في الشمال. انهارت المفاوضات في نهاية المطاف وبدأت الحرب العراقية الكردية الأولى في 11 سبتمبر 1961.

## حل الدولتين (مفاوضات العراق وإقليم كردستان)
يشير حل الدولتين أو حل 80% إلى النزاع العراقي الكردي وانفصال إقليم كردستان العراق عن العراق، بدلًا من الحفاظ على الوحدة العراقية من خلال تمتع الإقليم بالحكم الذاتي. إن حل الدولتين في العراق سيغير الوضع طويل الأجل الذي كان قائما في البلاد بعد تشكيل الحكم الذاتي الكردي في شمال العراق في عام 1991.
أجرى الرئيس السابق لإقليم كردستان العراق، مسعود برزاني، استفتاء استقلال كردستان العراق في سبتمبر 2017. تسبب هذا في مطالبة رئيس وزراء العراق حيدر العبادي بإلغاء نتيجة الاستفتاء، داعيًا حكومة الإقليم إلى بدء حوار «في إطار الدستور». في أكتوبر، بدأ العراق في نقل قواته إلى المناطق التي استولت عليها حكومة إقليم كردستان بعد دخول تنظيم الدولة الإسلامية، وجميع المناطق المتنازع عليها خارج المنطقة الكردية، بما في ذلك كركوك.